# Algebraický datový typ
Algebraický datový typ je složený datový typ umožňující skládání pomocí algebraických operací součtu a součinu. Příkladem součinu typů jsou datové záznamy a struktury:
```
record
 
Person
 
where

  
name
 
:
 
String

  
age
  
:
 
Int

```

Příkladem součtu typů je například monáda s prázdnou hodnotou:
```
data
 
Maybe
 
:
 
(
a
 
:
 
Type
)
 
->
 
Type
 
where

  
Nothing
  
:
 
Maybe
 
a

  
Just
     
:
 
a
 
->
 
Maybe
 
a

```

Součin typů odpovídá logické konjunkci a součet disjunkci, čehož lze využít v jazycích jako Agda, Coq nebo Idris k formální verifikaci kódu. Algebraické datové typy tvoří polookruh, je proto možné definovat nad nimi například operaci derivování.

## Zobecněné algebraické datové typy
Některé jazyky, například Idris, Lean a OCaml, mají takzvané zobecněné algebraické typy, v nichž mohou mít datové konstruktory různé výsledné typy, například v Idrisu:
```
data
 
Even
 
:
 
Nat
 
->
 
Type
 
where

  
EvenZ
  
:
 
Even
 
0

  
EvenSS
 
:
 
Even
 
n
 
->
 
Even
 
(
2
+
n
)

```

Stejný typ v Leanu vypadá takto:
```
inductive
 
Even
 
:
 
Nat
 
->
 
Type
 
where

|
 
zero
 
:
 
Even
 
0

|
 
plus2
 
:
 
Even
 
n
 
->
 
Even
 
(
n
+
2
)

```

Zobecněné datové typy je také možné použití jako existenciální typy v heterogenních datových kolekcích.